# Filipp Bedrossowitsch Kirkorow

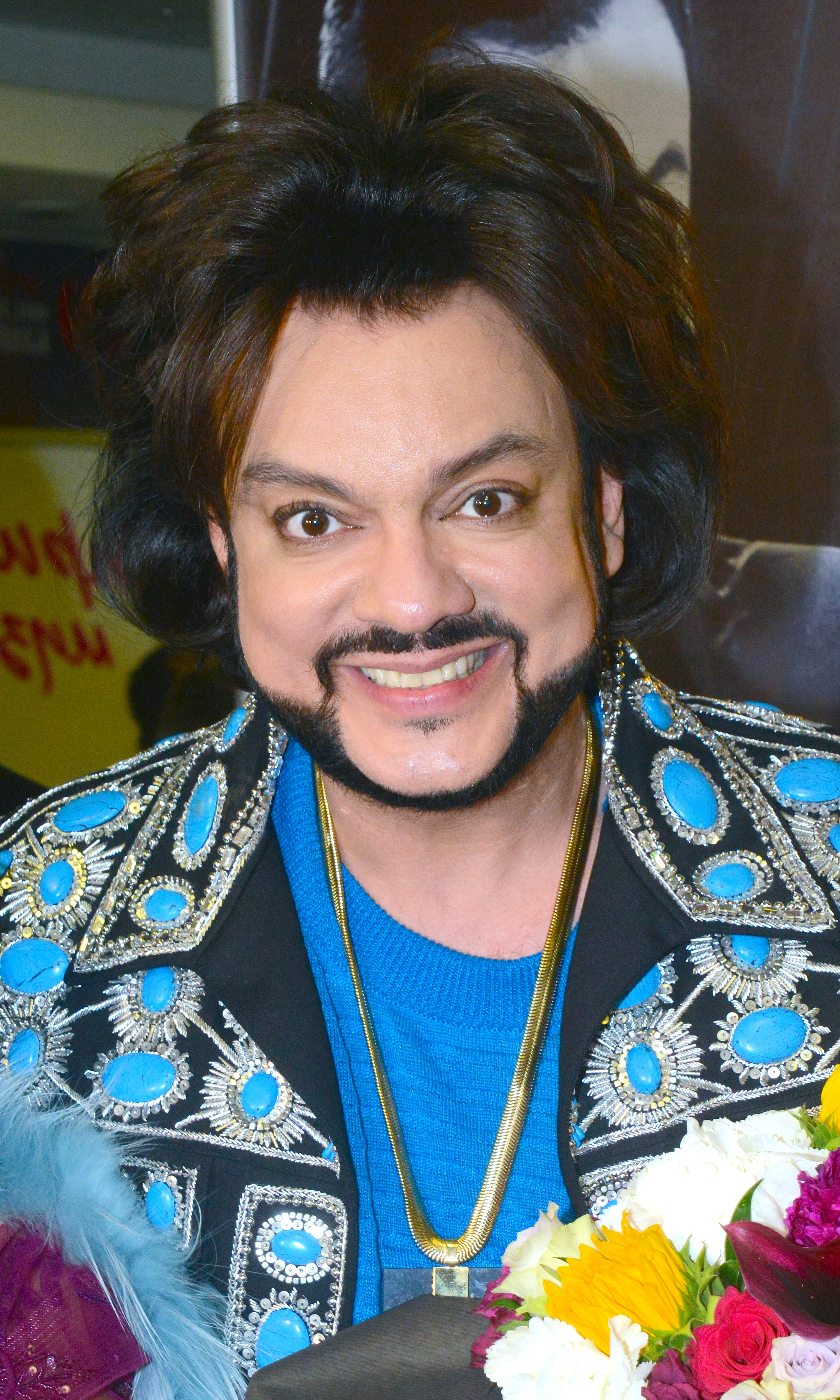
Filipp Kirkorow (2017)

Filipp Bedrossowitsch Kirkorow (bulgarisch Филип Бедросов Киркоров Filip Bedrossow Kirkorow; russisch Филипп Бедросович Киркоров; * 30. April 1967 in Warna, Bulgarien) ist ein russischer Sänger, Komponist und Musikproduzent.

## Leben

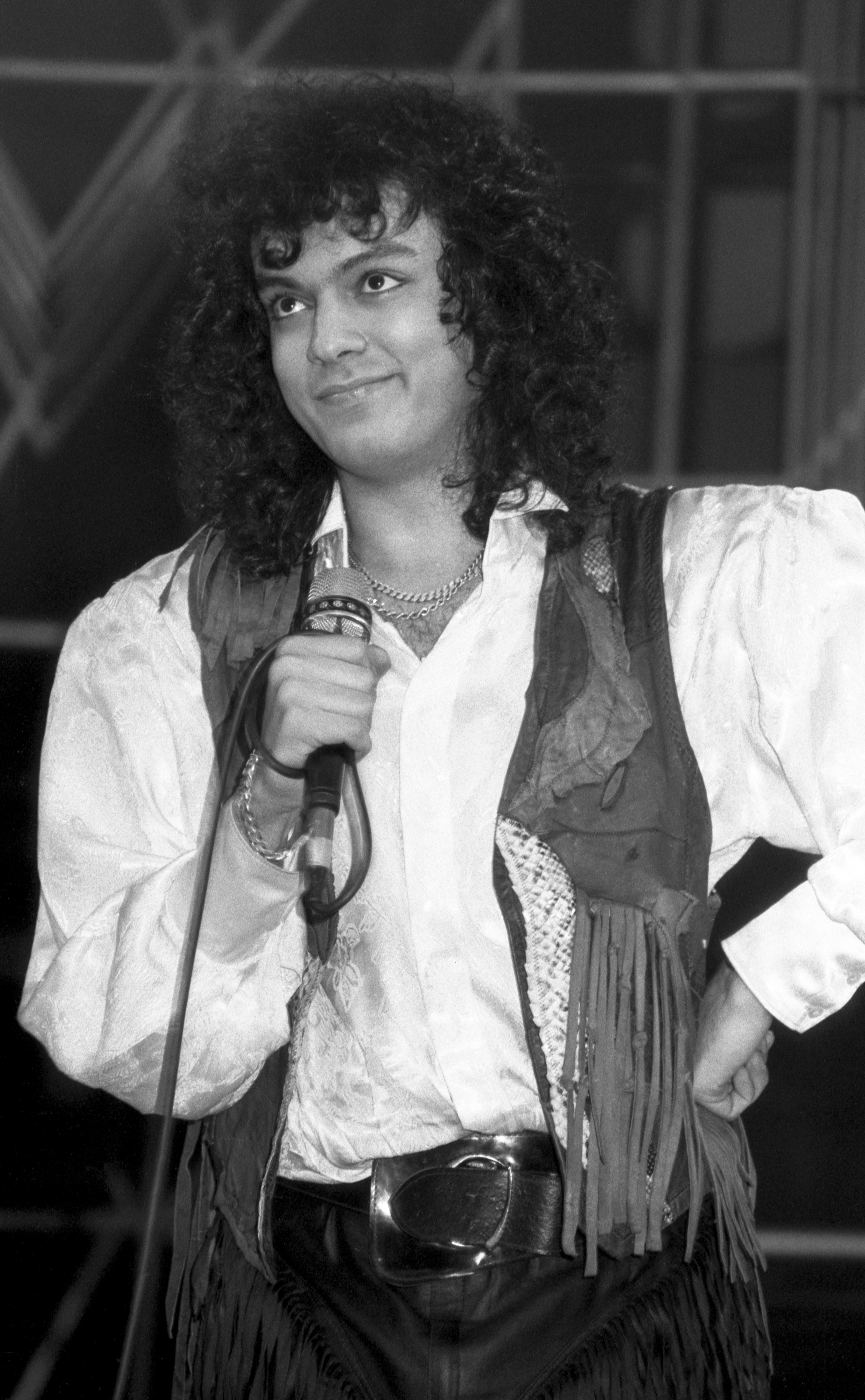
Filipp Kirkorow (1991)

Kirkorow kam in Bulgarien zur Welt. Sein Vater war der armenischstämmige bulgarische Sänger Bedros Kirkorow. Ab 1984 besuchte er das Gnessin-Institut in Moskau und beendete seine Ausbildung 1988 mit Auszeichnung. Musikalisch orientiert sich Kirkorow an Vorbildern der russischen und westlichen Popmusik. Neben seiner Arbeit als Solo-Künstler veröffentlicht er regelmäßig Duette mit bekannten Künstlern Russlands.
Anfang 1994 verlobte er sich mit Alla Pugatschowa, am 15. März wurde das Paar standesamtlich in St. Petersburg durch den damaligen Bürgermeister Anatoli Sobtschak getraut. Am 15. Mai desselben Jahres folgte eine religiöse Zeremonie in Jerusalem. Die Ehe hielt knapp 10 Jahre und wurde im März 2005 geschieden.
In Bulgarien war er darüber hinaus Jury-Mitglied in der 2. Staffel der dortigen Pop-Idol-Version. In Verka Serduchkas Musikvideo „Do Re Mi“ hat Kirkorow einen Cameo-Auftritt.
Viele seiner Erfolge in den Ländern der ehemaligen Sowjetunion sind neben eigenen Kompositionen vor allem russischsprachige Cover-Versionen früherer ESC-Beiträge, darunter „Dreaming“ (Irland 1995), „Diva“ (Israel 1998), „(I Would) Die for You“ (Griechenland 2001), „La Voix“ (Schweden 2009) im Duett mit Anna Netrebko oder „Playing with fire“ (Rumänien 2010).
Sein im Jahr 1998 veröffentlichtes Album Ой, Мама, Шика Дам! enthält vier Cover-Versionen von bekannten türkischen Songs, die ursprünglich von Tarkan, Mustafa Sandal und Sezen Aksu gesungen werden.
Stilistisch deckt Kirkorow mittlerweile ein breites Spektrum ab – von klassischen Estraden über zeitgenössische russische Popmusik-Produktionen bis hin zu internationalem Crooning, Folk, Blues, spanischen Rhythmen, Musical-Liedern sowie Anklängen elektronischer Musik.
2017 wurde er mit dem Orden der Ehre ausgezeichnet.
Er ist Vater von zwei Kindern.

## Aktivitäten beim Eurovision Song Contest
In den 1990er und 2000er Jahren war Kirkorow als Interpret und Komponist für eine Reihe von Staaten der ehemaligen Sowjetunion am Eurovision Song Contest beteiligt.
Er repräsentierte Russland 1995 beim Eurovision Song Contest in Dublin mit dem Lied „Kolybelnaja dlja Wulkana“ (‚Schlaflied für einen Vulkan‘) und erreichte den 17. Platz.
Er war Co-Autor des belarussischen Beitrags zum Eurovision Song Contest 2007, „Work Your Magic“, außerdem schrieb er 2008 den ukrainischen Beitrag „Shady Lady“ für Ani Lorak. Der Beitrag erreichte den zweiten Platz. Aufgrund des Erfolges wurde ihm in der Ukraine der Orden Volkskünstler der Ukraine (ukrainisch Народний артист України) verliehen.
Kirkorow arbeitete auch an weiteren Songs für den ESC mit, so u. a. an den moldauischen Beiträgen in den Jahren 2018, 2020 und 2021, aber auch an den russischen Beiträgen 2014, 2016 und 2019. Dabei erreichte er einmal den siebten und zweimal den dritten Platz.

## Skandale
Kirkorow erlangt regelmäßig mediale Aufmerksamkeit durch skandalöse Auftritte. So beschimpfte er im Mai 2004 eine Journalistin in Vulgärsprache, als diese ihn nach dem Grund dafür fragte, warum er so viele ausländische Titel covern würde. Anstelle einer Antwort habe Kirkorow wütend entgegnet, dass er „keinen Bock mehr auf die Bluse, die Titten und das Mikrofon“ seiner Gesprächspartnerin habe und habe diese daraufhin von seinen Leibwächtern aus dem Zimmer werfen lassen. Kirkorow wurde daraufhin von einem Gericht wegen Körperverletzung zu einer Strafe von 60.000 Rubel verurteilt.
Während eines Konzertes für Wiktor Janukowytsch im ukrainischen Präsidentschaftswahlkampf 2004 rief sein Vater unter gellendem Protest der Janukowytsch-Anhänger irrtümlich zur Unterstützung des gegnerischen Kandidaten Wiktor Juschtschenko auf.
Berichtet wird ferner, Kirkorow habe den Sänger der Band DDT, Juri Schewtschuk, von seinen Bodyguards verprügeln lassen, nachdem sich dieser zuvor abfällig über Kirkorow, seine Musik und seine Familie geäußert hatte.
2009 musste Kirkorow als Präsident der nationalen Jury für den Eurovision Song Contest zurücktreten, nachdem er zuvor öffentlich seine Sympathie für den griechischen Interpreten Sakis Rouvas zum Ausdruck gebracht hatte und von Journalisten bei einem privaten Abendessen mit dem späteren Gewinner Alexander Rybak gesehen wurde.
2010 wurde Kirkorow dabei gesehen, wie er während eines Konzertes völlig unvermittelt eine Frau aus dem Publikum körperlich angriff.

## Diskografie
Studioalben
- 1990: Philipp
- 1990: Sindbad-Morehod
- 1991: Nebo I Zemlya
- 1991: Ti, Ti, Ti
- 1992: Takoi Sakoi
- 1994: Ya Ne Raphael
- 1995: Primadonna
- 1995: Ckazi Solncu – Da
- 1998: Edinstvenaya
- 1998: Oi, Mama Shika Dam
- 2000: Chelofilia
- 2001: Magico Amor
- 2002: Vlubloniy I Bezumno Odinokiy
- 2003: Neznakomka
- 2007: For You
- 2011: ДруGOY
- 2016: я
- 2020: Романы, Часть 1
- 2020: Романы, Часть 2

Live-Mitschnitte
- 2001: Vchera, Segodnya, Zavtra…

Kompilationen
- 2003: Luchshie Pesni (Best of)
- 2004: Dueti

Singles (Auswahl)
| - 1995: Kolybelnaja dlja wulkana - 1998: Ой, Мама, Шика Дам! (Original: Tarkan – Şıkıdım) - 1998: Поцелуй (Original: Tarkan – Şımarık) - 1998: Вот Мы Какие (Original: Sezen Aksu – Hadi Bakalım) - 1998: От Любви Поворот (Original: Mustafa Sandal – Araba) - 1998: Diva (Original: Dana International – Diva) - 1999: Mish - 2000: Kilimandzaro - 2000: Ogon I Voda (Original: Antique – Dinata Dinata) - 2001: Ya Za Tebya Umru (Original: Antique – (I Would) Die for You) - 2001: Ti Poveriz? - 2001: Maria - 2002: Zesrokaya Lubov | - 2004: Sam P..A?! Ili Kirkorov MAZZDie!!! - 2005: Kak Sumashedshiy Ya (mit Sakis Rouvas) - 2009: Zhara - 2010: La voix (mit Anna Netrebko) (Original: Malena Ernman – La voix) - 2010: Игра с огнём (mit Kamaliya) - 2011: Просто Подари - 2011: Снег - 2011: Диско-Партизаны (Original: Shantel – Disko Partizani) - 2017: Последняя весна (mit Timati) - 2020: Jan Azerbaijan! (mit Aygün Kazımova) - 2020: Цвет Настроения Синий - 2022: Хобби (mit Anna Asti) |

## Filmografie (Auswahl)
- 1995: Alte Lieder über Alltäglichkeiten (russ.: Старые песни о главном)
- 1996: Alte Lieder über Alltäglichkeiten 2 (russ.: Старые песни о главном 2)
- 1997: Alte Lieder über Alltäglichkeiten 3 (russ.: Старые песни о главном 3)
- 2000: Die neuen Bremer Stadtmusikanten (Zeichentrick, Synchronisation)
- 2000: Alte Lieder über Alltäglichkeiten. Postskriptum (russ.: Старые песни о главном. Постскриптум.)
- 2002: Abende auf einem Bauernhof bei Dikanka
- 2003: Verrückter Tag oder Die Hochzeit des Figaro
- 2006: Die Abenteuer von Verka Serduchka
- 2008: Goldfisch
- 2008: Auf dem Rücken eines schwarzen Katers
- 2009: Liebe in der Großstadt
- 2010: Liebe in der Großstadt 2
- 2011: Rzhevskiy gegen Napoleon
- 2013: Liebe in der Großstadt 3
- 2016: The Crew